# Racing Aces
Racing Aces est un jeu vidéo de simulateur de vol de combat sorti en 1993 sur Mega-CD. Le jeu a été développé par Hammond & Leyland et édité par Sega.